# Camplong-d'Aude
Camplong-d'Aude es una localidad  y comuna francesa, situada en el departamento del Aude en la región de Languedoc-Rosellón. 
A sus habitantes se les conoce por el gentilicio Camplonnais.

## Demografía
| 268 | 288 | 288 | 236 | 250 | 270 |
| Para los censos de 1962 a 1999 la población legal corresponde a la población sin duplicidades (Fuente: INSEE [Consultar]) |     |     |     |     |     |

(Población sans doubles comptes según la metodología del INSEE).